# Amenemhet (Wesir)
Amenemhet war ein Wesir am Ende der altägyptischen 11. Dynastie, der unter König (Pharao) Mentuhotep IV. (ca. 2000 v. Chr.) amtierte.
Amenemhet ist von vier Inschriften bekannt, die sich im Wadi Hammamat fanden und von einer Expedition berichten, die das Ziel hatte, Steine für den Sarkophag des Herrschers zu finden. Amenemhet soll dabei mit 10.000 Mann unterwegs gewesen sein. Eine der Inschriften berichtet von einem Wunder: Eine Gazelle sei vor den Leuten der Expedition weggelaufen und habe sich dann auf einen Stein gelegt und dort ein Junges bekommen. Der Stein, auf dem die Gazelle ihr Junges gebar, erwies sich als geeignet für den Deckel des Sarkophages. Aus Dankbarkeit für die Götter wurde daraufhin die Gazelle geopfert.
Bei Amenemhet handelt es sich wahrscheinlich auch um den späteren König Amenemhet I., doch konnte diese Zuordnung bisher nicht bewiesen werden.